# Staniuńce
Staniuńce (lit. Stoniūnai) – wieś na Litwie, w okręgu olickim, w rejonie orańskim. W 2011 roku liczyła 2 mieszkańców.
Przed II wojną światową leżała w Polsce, w województwie wileńskim, w powiecie wileńsko-trockim, w gminie Orany. 